# Bastionul Aurarilor din Brașov

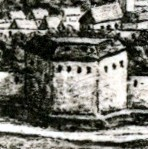
Bastionul Aurarilor (1689, înainte de incendiu)

În anul 1612, judele orașului, Michael Weiss, a hotărât ridicarea a încă unui zid exterior al orașului. Planul a rămas nerealizat datorită morții judelui în bătălia de la Feldioara (16 octombrie 1612) împotriva principelui tiran Gabriel Bathori. În 1632, câțiva meșteri aurari au reluat ideea de a construi un bastion nou de la judele Michael Weiss, pe locul dintre Poarta Vămii și Poarta Principală. Breasla Aurarilor a avut spre apărare Bastionul Postăvarilor de astăzi, dar, în 1639, ei au preluat alt punct al zidurilor și l-au fortificat. Construit în doi ani, Bastionul Aurarilor s-a aflat aproximativ la mijlocul laturii de nord și nord-est a cetății. Fundațiile au fost săpate de locuitorii din Țânțari (azi Dumbrăvița), Zărnești și Tohan. Nisipul a fost adus de locuitorii satelor din apropierea orașului, pietrele și varul au fost transportate de cei din Brașovechi și satele săcelene. Locuitorii din „Cetate” și din cartierele Șchei și Blumăna au lucrat direct, cu mâinile lor, la ridicarea zidului și a bastionului. La 20 octombrie 1646, sfatul orașului Brașov a predat noul bastion, precum și spațiul de apărare învecinat, „pentru întretinere și apărare pe veci” breslei aurarilor. În formă de hexagon, ca și Bastionul Funarilor, Bastionul Aurarilor măsura 22 m în înălțime. Avea guri de tragere pentru tunuri de calibru mic și, prin poziția sa, vedere bună până departe înspre Blumăna și Brașovechi. Era, se pare, singurul bastion cu stema Brașovului pe frontispiciu, sub care era indicată perioada de construcție: 1639 - 1641 și numele juzilor primari Christian Hirscher și Michael Goldschmidt. În 1728, un incendiu izbucnit la Poarta Principală s-a extins până la bastion, pe care l-a afectat. În secolul XIX, în incinta sa funcționa un restaurant. În 1871, breasla aurarilor, împuținată foarte mult, a vândut orașului bastionul și spațiul de apărare anexat. Bastionul Aurarilor a fost demolat în anul 1886, în spatele lui fiind construită Școala reală de stat (1888 - 1889), devenită mai târziu liceul „Dr. Ioan Meșotă”, iar astăzi corpul T al Universității „Transilvania” din Brașov.